# Yasmin Alibhai-Brown
Yasmin Alibhai-Brown (de soltera, Yasmin Damji; 10 de desembre del 1949) és una periodista i escriptora nacionalitzada britànica, nascuda a Uganda de pares d'origen pakistanés, que es considera d'"esquerra liberal, feminista, antiracista, musulmana, meitat pakistanesa... una persona molt responsable ". És columnista habitual de The Independent i Evening Standard, i comentarista sobre immigració, diversitat política i multiculturalisme.
És fundadora de Musulmans britànics per la democràcia secular, i propietària de la SI Leeds Literary Prize.
Nasqué en la comunitat asiàtica de Kampala, la capital ugandesa, de pares musulmans xiïtes d'origen pakistanés. Sa mare havia nascut a Àfrica oriental i el seu pare hi emigrà des de l'Índia Britànica als anys 1920. El 1972, es llicencià en literatura anglesa per la Universitat Makerere. Marxà d'Uganda a Anglaterra, amb la seua neboda, Farah Damji, poc abans de l'expulsió dels ugandesos asiàtics d'Uganda per Idi Amin, i acabà un màster de Literatura en el Linacre College, de la Universitat d'Oxford, el 1975. Després de treballar com a mestra, amb immigrants i refugiats, es dedicà al periodisme. Està casada amb Colin Brown; la parella té una filla i Alibhai-Brown té un fill d'un matrimoni anterior.

## Obra

### Algunes publicacions
- 1992. The Colour of Love: Mixed Race Relationships (amb Anne Montague) Londres: Virago. ISBN 1-85381-221-8.
- 1992. Racism (Points of View) (amb Colin Brown) Hodder Wayland. ISBN 1-85210-651-4.
- 1995. No Place Like Home. London: Virago. 199 p. ISBN 1-85381-642-6.
- 1999. True Colours. London: Institute for Public Policy Research. ISBN 1-86030-083-9.
- 2000. Who Do We Think We Are? Imagining the New Britain. Londres, Penguin. 315 p. ISBN 0-14-025598-2 ISBN 9780415931120.
- 2000. After Multiculturalism. London: Foreign Policy Centre. ISBN 0-9535598-8-2.
- 2001. Mixed Feelings: The Complex Lives of Mixed Race Britons. London: Women's Press. ISBN 0-7043-4706-7.
- 2004. Some of My Best Friends Are... London: Politico's. ISBN 1-84275-107-7.
- 2014. Refusing the Veil: (Provocations) Biteback Publishing, 128 p. ISBN 1849548463, ISBN 9781849548465.
- 2015. Exotic England: The Making of a Curious Nation. Portobello Books, 340 p. ISBN 1846274974, ISBN 9781846274978.